# Gasparine de Rohan-Rochefort
Titre
Princesse consort de Reuss-Greiz
7 janvier 1822 – 31 octobre 1836
(14 ans, 9 mois et 24 jours)
Gasparine de Rohan-Rochefort, née le 29 septembre 1798 à Paris et morte à Greiz le 27 juillet 1871, est un membre de la maison de Rohan, devenue par mariage, de 1822 à 1836, princesse consort de la branche aînée de Reuss-Greiz.

## Biographie

### Famille
Gasparine de Rohan-Rochefort, née à Paris, rue du Théâtre français, le 29 septembre 1798, est la troisième fille de Charles-Louis de Rohan-Rochefort, prince de Montauban (1765-1843) et de Marie-Louise de Rohan-Guéméné (1765-1839). Elle a deux sœurs aînées : Hermine (1785-1843) et Armande (1787-1864), marquise de Bernis, ainsi que deux frères cadets : Camille (1800-1892), prince de Guéméné et Benjamin (1804-1846).

### Mariages et descendance
Gasparine de Rohan-Rochefort épouse à Prague le 7 janvier 1822 Henri XIX de Reuss-Greiz (né à Offenbach-sur-le-Main le 1er mars 1790 et mort à Greiz le 31 octobre 1836), prince régnant à Greiz de 1817 à 1836.
Le couple est parent de deux filles :
1. Louise de Reuss-Greiz, née le 3 décembre 1822 à Greiz et morte à Ernstbrunn, Basse-Autriche, le 28 janvier 1875, elle épouse en premières noces à Greiz le 8 mars 1842 le prince Édouard de Saxe-Altenbourg (1804-1852), puis en secondes noces à Greiz, le 25 décembre 1854 Henri IV futur prince régnant (1878) de la branche cadette de Reuss-Köstritz, dont postérité des deux unions ;
2. Élisabeth de Reuss-Greiz, née le 23 mars 1824 à Greiz et morte à Berlin le 7 mai 1861, elle épouse à Greiz le 4 novembre 1844, Charles-Egon III de Fürstenberg (1820-1892), dont postérité.

### Mort
Gasparine de Rohan-Rochefort, veuve depuis 1836, meurt, à l'âge de 72 ans à Greiz, le 27 juillet 1871. Elle est inhumée le 4 août suivant à Loukov.